# Arthur Rowley
George Arthur Rowley Jr est un footballeur puis entraîneur anglais, né le 21 avril 1926 à Wolverhampton et mort le 19 décembre 2002 à Shrewsbury. Évoluant au poste d'attaquant, il a notamment joué pour Leicester City et Shrewsbury Town. Il est le joueur le plus prolifique de l'histoire du football anglais, toutes divisions confondues, avec 434 buts inscrits. Rowley est le frère cadet de Jack Rowley, joueur phare de Manchester United.

## Biographie
Surnommé « Le canon » du fait de sa frappe explosive du ballon avec son pied gauche, il détient le record du nombre de buts dans l'histoire de la ligue anglaise de football, avec 434 réalisations lors de 619 matches,. Il est le frère cadet de la légende de Manchester United, Jack Rowley. Depuis 2008, il fait partie de l'English Football Hall Of Fame.
Il détient le record de buts en une seule saison avec deux clubs, Leicester City et Shrewsbury Town, inscrivant 44 buts en 42 matchs de ligue lors de la saison 1956-1957 avec Leicester City, et 38 buts en 43 matchs avec Shrewsbury Town lors de la saison 1958-1959. Il est également le recordman de buts en ligue avec Shrewsbury, marquant 152 buts. Il est le second meilleur buteur de Leicester City avec 254 buts, huit longueurs derrière Arthur Chandler. En 2011, il est le premier joueur à entrer dans le Shrewsbury Town Hall of Fame.
Malgré son talent, il n'a jamais été appelé pour jouer avec l'Angleterre.

## Palmarès
Arthur Rowley remporte le championnat de division 2 anglaise en 1949 avec Fulham FC et, en 1954 et 1957, avec Leicester City. Il est, avec ce club, meilleur buteur de division 2 en 1953 et 1957.
Sous les couleurs de Shrewsbury Town, il termine meilleur buteur de quatrième division en 1959. Il est le meilleur buteur de l'histoire de la Ligue Anglaise de football : 434 buts.

## Statistiques
| Club                  | Saison                | Ligue  | Ligue | Coupe  | Coupe | Total  | Total |
| Club                  | Saison                | Matchs | Buts  | Matchs | Buts  | Matchs | Buts  |
| --------------------- | --------------------- | ------ | ----- | ------ | ----- | ------ | ----- |
| West Bromwich Albion  | 1946-1947             | 2      | 0     | 0      | 0     | 2      | 0     |
| West Bromwich Albion  | 1947-1948             | 21     | 4     | 0      | 0     | 21     | 4     |
| West Bromwich Albion  | 1948-1949             | 1      | 0     | 0      | 0     | 1      | 0     |
| West Bromwich Albion  | Total                 | 24     | 4     | 0      | 0     | 24     | 4     |
| Fulham FC             | 1948-1949             | 22     | 19    | -      | -     | 22     | 19    |
| Fulham FC             | 1949-1950             | 34     | 8     | -      | -     | 34     | 8     |
| Fulham FC             | Total                 | 56     | 27    | 3      | 0     | 59     | 27    |
| Leicester City        | 1950-1951             | 39     | 28    | 1      | 0     | 40     | 28    |
| Leicester City        | 1951-1952             | 42     | 38    | 2      | 0     | 44     | 38    |
| Leicester City        | 1952-1953             | 41     | 39    | 1      | 2     | 42     | 41    |
| Leicester City        | 1953-1954             | 42     | 30    | 8      | 6     | 50     | 36    |
| Leicester City        | 1954-1955             | 36     | 23    | 1      | 0     | 37     | 23    |
| Leicester City        | 1955-1956             | 36     | 29    | 3      | 6     | 39     | 35    |
| Leicester City        | 1956-1957             | 42     | 44    | 1      | 0     | 43     | 44    |
| Leicester City        | 1957-1958             | 25     | 20    | 1      | 0     | 26     | 20    |
| Leicester City        | Total                 | 303    | 251   | 18     | 14    | 321    | 265   |
| Shrewsbury Town       | 1958-1959             | 43     | 38    | -      | -     | 43     | 38    |
| Shrewsbury Town       | 1959-1960             | 41     | 32    | -      | -     | 41     | 32    |
| Shrewsbury Town       | 1960-1961             | 40     | 28    | -      | -     | 40     | 23    |
| Shrewsbury Town       | 1961-1962             | 41     | 23    | -      | -     | 41     | 23    |
| Shrewsbury Town       | 1962-1963             | 40     | 24    | -      | -     | 40     | 24    |
| Shrewsbury Town       | 1963-1964             | 19     | 5     | -      | -     | 19     | 5     |
| Shrewsbury Town       | 1964-1965             | 12     | 2     | -      | -     | 12     | 2     |
| Shrewsbury Town       | Total                 | 236    | 152   | 19     | 11    | 255    | 163   |
| Total sur la carrière | Total sur la carrière | 619    | 434   | 40     | 25    | 659    | 459   |